# Repressió borbònica en la Guerra de Successió Espanyola

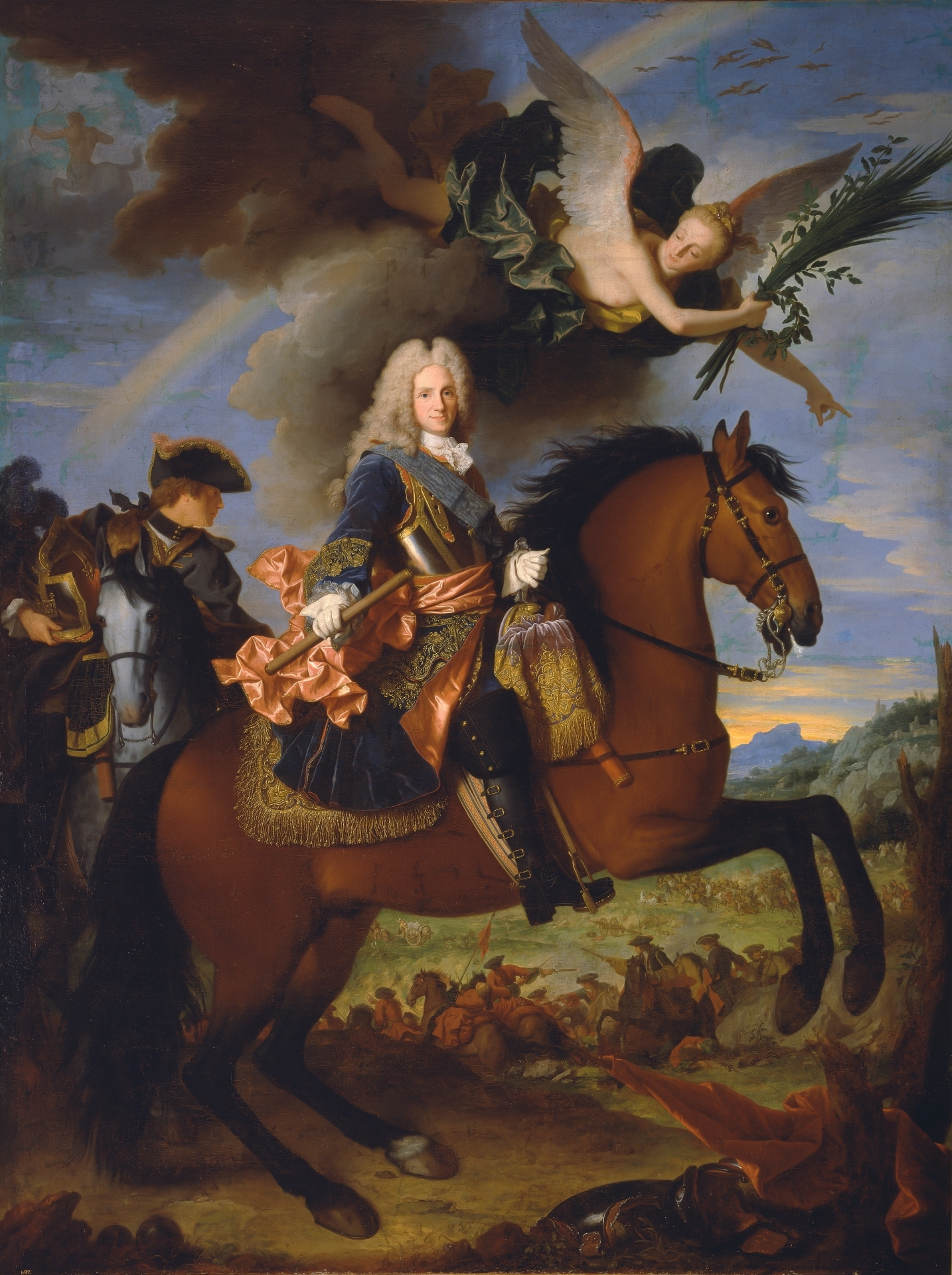
Retrat de Felip V d'Espanya a cavall. Pintat per Jean Ranc el 1723

La repressió borbònica en la Guerra de Successió Espanyola és el conjunt de mesures repressives que va prendre el rei Felip V d'Espanya contra els austriacistes, que durant la Guerra de Successió Espanyola (1701-1714) havien recolzat a l'Arxiduc Carles en les seves aspiracions a ocupar el tron de la Monarquia Hispànica després de la mort sense descendència del rei de la Casa d'Àustria Carles II. La repressió borbònica va afectar especialment als Estats de la Corona d'Aragó que majoritàriament es van decantar per l'Arxiduc, a qui van proclamar com el seu sobirà amb el títol de Carles III, mentre els habitants de la Corona de Castella en la seva immensa majoria es van mantenir fidels a Felip de Borbó. La repressió borbònica va provocar l'exili de milers d'austriacistes, molts dels quals es van refugiar a Viena al costat de l'Arxiduc Carles, qui des de desembre de 1711 era l'emperador del Sacre Imperi Romanogermànic amb el títol de Carles VI. La sortida dels austriacistes del territori espanyol és considerada per l'historiador Joaquim Albareda com el primer exili polític de la història d'Espanya.

## Història
Una de les formes principals que va revestir la repressió va ser la confiscació dels béns i propietats dels austriacistes. Segons Joaquim Albareda, "acabada la guerra de Successió, el valor de les hisendes confiscades als austriacistes va ser el següent: a Castella, 2.860.950 reials de velló; a Catalunya, 1.202.249; a Aragó, 415.687; a València, 207.690". Si es té en compte que el nombre de persones afectades va ser molt major en els tres Estats de la Corona d'Aragó que a Castella es confirma que en aquesta última els que van fer costat a l'arxiduc van ser fonamentalment nobles, mentre que a la Corona d'Aragó el suport va ser molt més ampli i divers socialment.
Les confiscacions de béns dels partidaris de la Casa d'Àustria no es van produir només durant i al final de la guerra, sinó que va haver-hi unes altres posteriors en moments de conflicte internacional que solien coincidir amb l'increment de les accions de les partides austriacistes que van seguir combatent després de la guerra. Va ser el cas de l'alçament dels Carrasclets (1717-1719) que va coincidir amb la guerra que va mantenir Felip V contra la "Quàdruple Aliança" garant dels tractats d'Utrecht. Noves confiscacions es van produir durant la Guerra de Successió de Polònia, el 1734.

### La repressió borbònica en el Regne de València
Després de la rendició de València —tres setmanes després de la derrota de l'exèrcit de l'Arxiduc Carles en la batalla d'Almansa del 25 d'abril de 1707— Felip V va designar al duc de Berwick comandant general del Regne de València sense haver d'ajustar-se a les lleis que ho regien. Així va nomenar a Baltasar Patiño, Marquès de Castelar, com a cap de les finances del regne per sobre de les atribucions del batlle general i del mestre racional, que de seguida va decretar exorbitants impostos, sense seguir el procediment establert pels Furs, destinats a cobrir les necessitats de l'exèrcit d'ocupació. El Duc de Berwick també va nomenar un altre castellà, José de Pedrajas, com a màxim responsable dels béns confiscats durant l'etapa austriacista i dels quals s'anaven a confiscar als partidaris de l'Arxiduc Carles, assumint així funcions que corresponien a l'Audiència de València. D'aquesta forma Berwick va deixar sense efecte els Furs per la via dels fets.
Al llarg de tot el mes de maig de 1707, es van succeir les cartes i les súpliques al rei, sol·licitant el perdó per a la ciutat i perquè «admetés aquest Regne sota la glòria de la seva obediència». El perdó va arribar el 8 de juny en el qual es concedia als valencians «perdó general del referit delicte, indultant-los de la vida i altres penes corporals que es van fer reus». Però amb aquesta contestació, com ha assenyalat la historiadora Carme Pérez Aparicio, "es deixava la porta oberta a l'abolició dels furs, a les confiscacions de béns i a l'exili" -a més del fet que Felip V no va complir la seva promesa d'indult «de la vida», ja que la pena de mort es va aplicar als austriacistes, fins i tot en casos en què era dubtosa la seva participació en la rebel·lió.
Les noves autoritats borbòniques van ordenar el lliurament de les armes sota pena de mort però la mesura no va ser molt efectiva, ja que, segons relata un cronista, «es van presentar molt poques, van destruir algunes i van ocultar les altres pel perill d'una guerra». Fins i tot un bàndol va prohibir que els nens juguessin a «maulets i botiflers».
Al mateix temps, es va dur a terme una duríssima repressió contra els austriacistes, recorrent fins i tot a la col·laboració de la Inquisició. Molts van ser detinguts i empresonats malgrat l'indult de Felip V, i es van embargar els diners, les rendes i els drets de tots ells i dels quals estaven absents —labor en la qual va destacar Melchor de Macanaz, qui a l'octubre de 1707 va ser nomenat jutge de confiscacions del regne de València, i els mètodes expeditius del qual, que van incloure els béns dels eclesiàstics, li van portar a un dur enfrontament amb l'arquebisbe de València Folch de Cardona, qui acabaria fugint a Barcelona per sumar-se a les files austriacistes, mentre Felip V va destinar a Macanaz a un altre lloc.
Els austriacistes van denunciar en repetides ocasions la repressió exercida sobre el regne de València i sobre el d'Aragó. En un escrit de 1710 es deia:
| « | Robatoris, saquejos, incendis, estralls, atrocitats, tiranies i sacrilegis executaren els enemics a València i Aragó... a València va durar més de tres anys la persecució amb el mateix furor i estrall que al principi, doncs no va cessar la forca cap setmana en què no es veiessin deu i dotze en ella que van excedir el nombre de tres mil homes els que van patir semblant càstig, que semblava voler reduir a desert les ciutats portant la màxima de contenir amb el rigor i la por aquells naturals | » |

### La repressió borbònica en el Principat de Catalunya
Sens dubte va ser Catalunya el territori que va ser més castigat per la repressió, la qual cosa és lògic, ja que va ser el principal i últim bastió de la resistència austriacista —Catalunya va seguir combatent als borbònics en solitari fins i tot després de concertada la Pau d'Utrecht que va posar fi a la guerra a Europa.

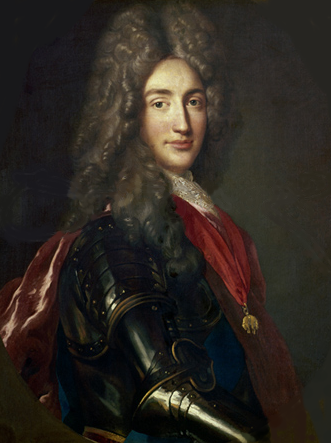
James Fitz-James, I duc de Berwick, fill de Jacob II d'Anglaterra de la dinastia Estuard.

Com en el Regne de València va ser el duc de Berwick qui va dirigir la repressió inicial contra els austriacistes només produir-se la capitulació de Barcelona el 12 de setembre de 1714. Les decisions que va prendre li venien dictades per unes instruccions que li havia lliurat Felip V sobre el tracte que havia de donar als resistents quan la ciutat caigués, en les quals es deia que «es mereixen ser sotmesos al màxim rigor segons les lleis de la guerra perquè serveixi d'exemple per tots els altres súbdits que, a semblança seva, persisteixen en la rebel·lió». En elles entre altres coses s'estipulava el següent:
| « | 4t. Que pagaran les despeses de la guerra des del moment de l'evacuació que consent que siguin estipulats en deu milions d'escuts. [...] 6è. Que per conservar per sempre un senyal dels efectes de la rebel·lió tots els immobles situats en el recinte d'aquesta ciutat [de Barcelona] siguin carregats a perpetuïtat amb un cens anual del dos per cent sobre el seu valor. 7è. Que no es parlarà més ni de privilegis ni d'usatges de Barcelona, revocant a aquest efecte l'article de les meves ordres pel qual us havia prescrit sotmetre'ls a les Lleis de Castella, convenint amb vós que és millor reservar-me la llibertat de sotmetre'ls als reglaments que consideri oportuns als meus interessos | » |

El duc Berwick va escriure en les seves Memòries que aquella ordre li va semblar desmesurada i «poc cristiana». Segons Berwick, aquesta s'explicava perquè Felip V i els seus ministres consideraven que «tots els rebels havien de ser passats a degolla» i «els qui no havien manifestat la seva repulsa contra l'Arxiduc havien de ser tinguts per enemics».
Malgrat el que pensava sobre les ordres que havia rebut, el duc de Berwick les va complir i només entrar a la ciutat de Barcelona, el 13 de setembre de 1714, va crear amb caràcter transitori la Reial Junta Superior de Justícia i Govern que va substituir a les històriques institucions catalanes que van ser suprimides —les Corts catalanes i els "Tres Comuns de Catalunya": el Braç militar de Catalunya, la Diputació General de Catalunya i el Consell de Cent—, amb el que el Principat de Catalunya va deixar d'existir com a Estat.

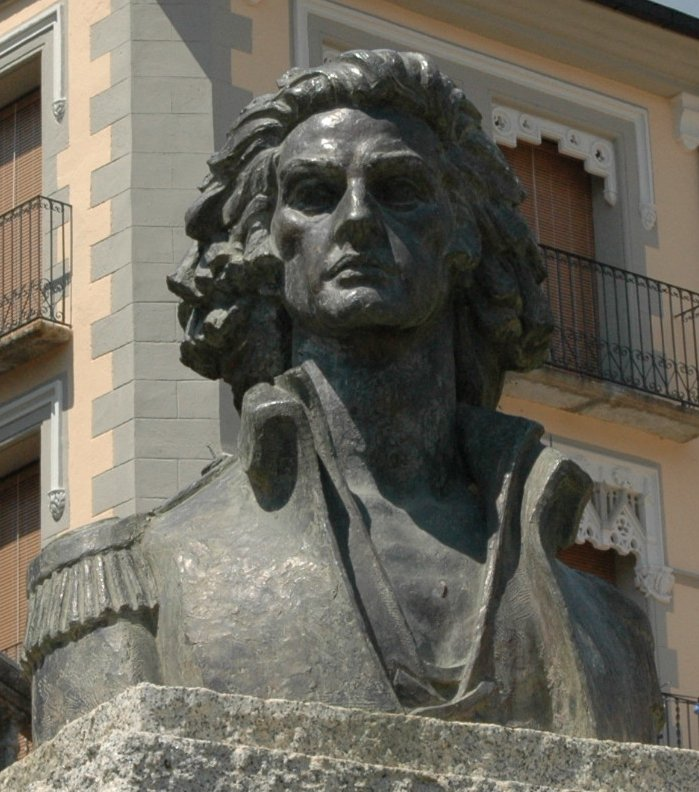
Bust del general Josep Moragues a la plaça Major de Sort.

A continuació va disposar, en contra de les garanties que els havia ofert, que vint-i-cinc dels oficials que havien lluitat en la defensa de Barcelona fossin detinguts i empresonats. Entre ells es trobaven els generals Antoni de Villarroel, comandant general de l'Exèrcit de Catalunya, i Joan Baptista Basset, que havia liderat la insurrecció austriacista del Regne de València de 1705. Molts d'ells van morir a la presó i uns altres van romandre a la presó fins a la signatura del Tractat de Viena de 1725. Especial rellevància va tenir l'execució del general Josep Moragues, que primer va ser arrossegat pels carrers per un cavall, després degollat i esquarterat, i finalment el seu cap va ser penjat en una gàbia en el Portal del Mar —un costum només aplicat fins llavors als bandolers— perquè servís de recordatori de qui ostentava ara el poder a Catalunya després de la derrota austriacista.
Berwick va recórrer a les delacions obtingudes mitjançant amenaces o mitjançant recompenses que es va saldar amb la detenció d'unes 4.000 persones sospitoses d'austriacisme, que en la seva immensa majoria van ser condemnades a la pena de mort —executada en públic perquè servís d'escarment—, llargues condemnes a les galeres o la deportació, a més de la confiscació dels seus béns i propietats. El cronista austriacista Francesc Castellví va descriure l'ambient de persecució que es va viure en aquells dies a Barcelona i a Catalunya:
| « | La condició dels catalans en aquest govern va ser la més trista. No només era perillós el parlar, sinó també el callar, i àdhuc els pensaments pagaven tribut i rebien dany... Si es parlava, s'interpretava i es subvertia el sentit; si no es parlava, es conjeturava poca satisfacció i gust del govern. | » |

També es va ordenar la requisa de les armes —a Barcelona es van recollir unes 72.000— i fins i tot es va prohibir portar-les als nobles, molts dels quals van perdre els seus títols, privilegis i dignitats. Als que no van ser executats o empresonats se'ls va obligar a marxar a l'exili i es va prohibir la correspondència amb els territoris sota la sobirania de l'emperador Carles VI. En aquesta tasca repressiva va col·laborar amb entusiasme una part del clergat, encapçalat pel vicari general de Barcelona, Baltasar Bastero, que va comminar als barcelonins al fet que obeïssin a Felip V perquè els que no ho feien cometrien pecat. Així mateix, es va prohibir als eclesiàstics austriacistes exercir el sagrament de la confessió i molts d'ells van ser jutjats pel Tribunal del Breu constituït a aquest efecte i presidit pel canonge filipista Josep Taverner.

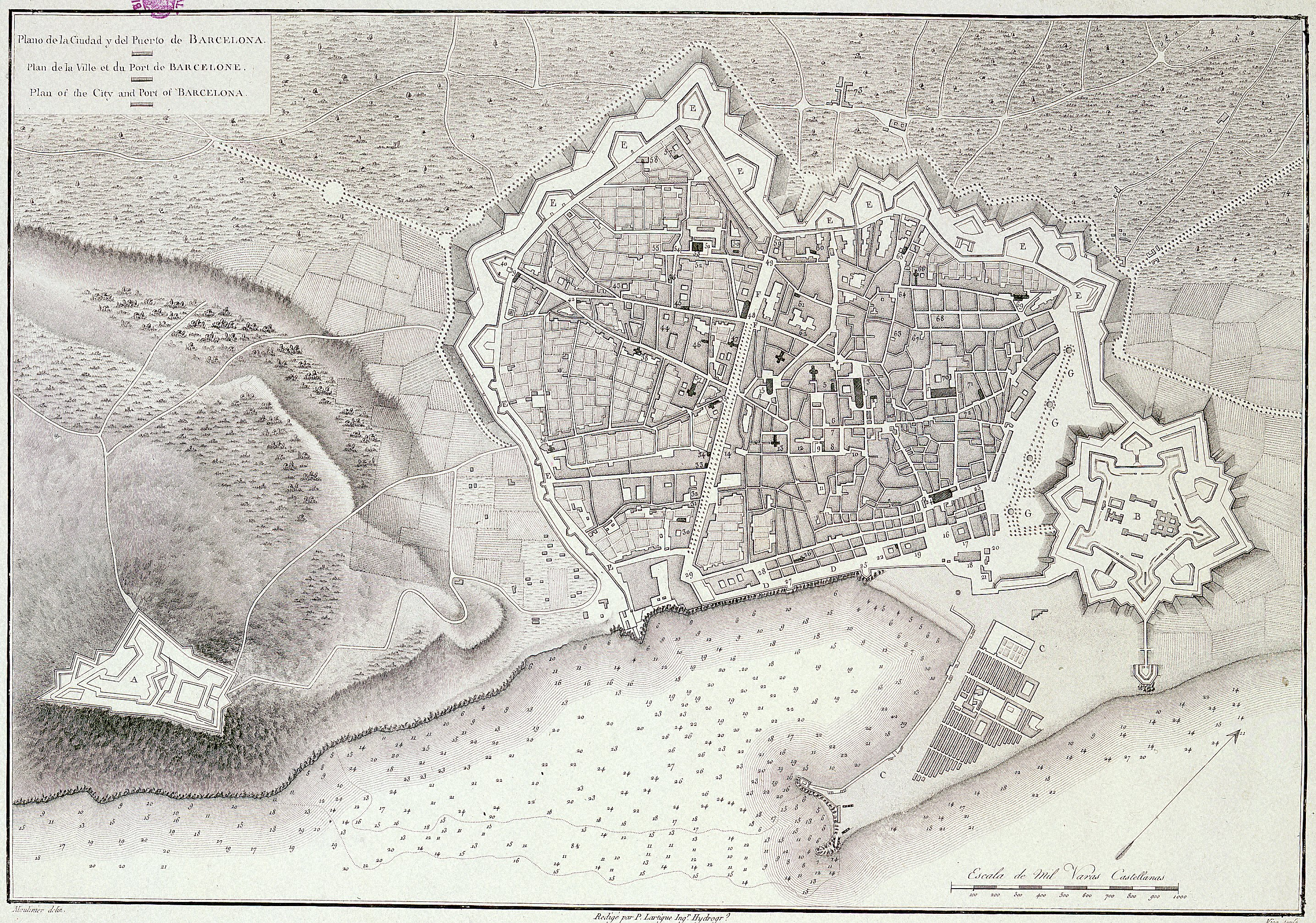
Plànol de Barcelona de 1806 amb la Ciutadella, a la dreta, integrada dins de les muralles de la ciutat.

Una altra de les mesures repressives que es van adoptar va ser la construcció de la Ciutadella, iniciada el 1715 sota l'adreça de l'enginyer militar holandès Josep Pròsper Verboom per mantenir Barcelona sota el control borbònic. El seu emplaçament en un dels extrems de la ciutat va suposar enderrocar al voltant de mil cases del barri de la Ribera, el més castigat durant els bombardejos del setge de Barcelona i que va ser a càrrec dels propis veïns. D'aquesta forma, com ha assenyalat Joaquim Albareda, "va desaparèixer gairebé una cinquena part de la ciutat, el barri més rebel i, al mateix temps més dinàmic en termes econòmics. Per aquesta raó la Ciutadella es va convertir en el símbol per excel·lència de l'opressió borbònica, fins que va ser demolida després de la revolució de 1868".
La repressió borbònica a Catalunya va ser valorada per l'historiador borbònic Rousset de Missy en una obra publicada el 1719 d'aquesta forma:
| « | Com un rigor excessiu és, amb freqüència, considerat com una gran injustícia, no tothom va elogiar igualment la venjança que aquest príncep [Felip V] va exercir contra els rebels conduïda fins a límits extrems, del rigor dels quals hi ha pocs exemples en la Història | » |

La repressió va continuar en els anys següents fins a l'extrem que el militar filipista Francisco M. de Moya de Torres, funcionari de contribucions, va dirigir el 1727 un manifest a Felip V en el qual, després de constatar personalment l'opressió que patia Catalunya i la resta dels Estats de l'extinta Corona d'Aragó i partint del principi que «les voluntats són les que asseguren més els regnes» suggeria al rei que
| « | es dignés manifestar-los el just motiu que pogués tenir la seva reial indignació per les turbulències que han ocasionat en les guerres passades... però que desitjant restituir-los en la seva gràcia, obrant a la seva pròpia reial liberalitat i magnanimitat.. resol V.M. concedir-los els seus furs, obligant-se els regnes d'Aragó, Catalunya i València a mantenir 30.000 homes... [perquè] és molt convenient sempre usar de la benignitat, que venç i atreu més que el rigor. | » |

### El Tractat de Viena de 1725 i l'amnistia als austriacistes
Encara que va haver-hi algun perdó en la immediata postguerra, l'amnistia als austriacistes no va arribar fins a la signatura del Tractat de Viena el 30 d'abril de 1725 que va posar fi diplomàticament a la Guerra de Successió Espanyola, ja que segons l'estipulat en el mateix l'emperador Carles VI va renunciar als seus drets a la Corona d'Espanya i va reconèixer com a rei d'Espanya i de les Índies a Felip V, mentre que aquest reconeixia a l'emperador la sobirania sobre les possessions d'Itàlia i dels Països Baixos que havien correspost a la Monarquia Hispànica abans de la guerra. En un dels documents del Tractat Felip V atorgava l'amnistia als austriacistes i es comprometia a retornar-los els seus béns que havien estat confiscats durant la guerra i en la immediata postguerra. Així mateix se'ls reconeixien els títols que els hagués atorgat Carles III l'Arxiduc, però en plantejar de nou l'emperador el «cas dels catalans» Felip V va tornar a negar-se a restablir les institucions i lleis pròpies dels Estats de la Corona d'Aragó, i l'emperador va acabar cedint, la qual cosa va suscitar les crítiques entre certs sectors austriacistes.